# 前田検校
前田 検校（まえだ けんぎょう、生年不詳 - 1685年12月24日/1657年1月13日（貞享/明暦2年11月29日））は、江戸時代前期の琵琶奏者である。前田流の祖として知られている。諱は九一。

## 経歴・人物
幼年期より、全盲となり一方流に属する松本検校門下の高山検校の門人となる。主に琵琶の奏法について学び、師匠から検校に認定される。後に当時の江戸幕府の将軍であった徳川家光、徳川家綱、徳川綱吉に仕えた琵琶奏者でもあった。この名誉によって、同じ琵琶奏者であった波多野検校が属した江戸宗匠の後釜となった。
また、将軍以外にも織田信長の実弟である織田有楽斎とも親しかったことでも有名である。平曲の歌詞や曲節が改訂された時に前田は波多野と共に批判し、師匠の曲風を受け継いだ曲風を生み出した。この曲風は後に「前田流」と呼ばれ、一躍名を馳せた。

## 前田派に属する検校
- 山下検校
- 吉沢検校
- 桐山検校